# Cẩm Đoài
Cẩm Đoài là một xã thuộc huyện Cẩm Giàng, tỉnh Hải Dương, Việt Nam.
Xã Cẩm Đoài có diện tích 4,62 km², dân số năm 2017 là 4.712 người, mật độ dân số khoảng 1.019 người/km²